# Diario de Castellón
El Diario de Castellón fue un periódico español editado en Castellón de la Plana entre 1924 y 1936.

## Historia
Fundado en 1924 por Jaime Chicharro —cofundador de la Federación Castellonense de Sindicatos Agrícolas—, el diario ejercería como órgano de expresión de la misma. Posteriormente pasaría a ser propiedad del obispado de Castellón.
A lo largo de su existencia llegó a coexistir con otras publicaciones locales como República o el Heraldo de Castellón.
Durante los años de la Segunda República el diario mantuvo una línea editorial cercana al diario católico El Debate, y apoyó a la coalición conservadora CEDA. Llegó a sufrir una breve suspensión gubernamental en 1932. Continuó editándose hasta el comienzo de la Guerra civil, durante la cual sus talleres fueron incautados por los sindicatos tipográficos.
En junio de 1938 FET y de las JONS adquirió las instalaciones del antiguo Diario de Castellón, desde las cuales pondría en marcha el diario Mediterráneo.